# Мирикина Спикса
Мирикина Спикса (лат. Aotus vociferans) — вид млекопитающих надсемейства широконосых обезьян.

## Описание
Отличительной чертой вида являются височные полосы, соединяющиеся за головой. Длина хвоста от 308 до 363 (в среднем 340) мм. Вес самцов в среднем 697,5 г.

## Распространение
Встречаются к северу от Амазонки и к западу от Риу-Негру. Существует популяция в районе устья Солимойнс. На запад ареал распространяется на территорию Перу, на север — на территорию Колумбии.

## Поведение
Населяют как первичные, так и вторичные дождевые и предгорные леса. В Эквадоре встречаются на высоте до 1550 метров над уровнем моря. Ночные животные, пик активности приходится на заход и восход солнца. В рационе фрукты, а также листья, нектар, цветы и мелкие животные, такие как насекомые.
Моногамны, образуют небольшие семейные пары. Самцы принимают участие в воспитании потомства. Территория группы составляет от 5 до 18 га.
Половой зрелости достигают в возрасте 2 лет, первое потомство самки обычно приносят на четвёртом или пятом году жизни. В помёте обычно один детёныш.